# Diane Guerrero
Diane Guerrero (Passaic, 21 luglio 1986) è un'attrice statunitense.
È nota per il ruolo di Maritza Ramos nella serie Orange Is the New Black (2013-2019); di Lina nella serie statunitense Jane the Virgin (2014-2019); di Crazy Jane in Doom Patrol (2019-2023). Ha inoltre prestato la voce al personaggio di Jessica Cruz / Green Lantern nel film di animazione del 2019 diretto da Sam Liu, Justice League vs. the Fatal Five.
Ha vinto due Screen Actors Guild Award, uno nel 2015 e l'altro nel 2016, per il miglior cast in una serie a commedia, per la serie Orange Is the New Black.

## Biografia
Cittadina statunitense, nata nel New Jersey, è figlia di immigrati colombiani. I genitori e il fratello vengono rimpatriati in Colombia quando lei ha 14 anni. È cresciuta nei quartieri Jamaica Plain e Roxbury di Boston dopo essere stata adottata. Fin da piccola ha un grande interesse per la recitazione, recitando in diverse occasioni nel suo quartiere e a scuola. Frequenta poi la sezione musicale della Boston Arts Academy. Nel suo liceo canta in un gruppo jazz, ma ha già deciso di frequentare scienze politiche e scienze della comunicazione in un college, quindi abbandona il gruppo.
Nel 2010 appare nel video musicale di Faces del cantante Louie Bello, girato a Norwood, in Massachusetts. Il suo primo lavoro dopo il college è in uno studio legale. A 24 anni, decide d'intraprendere la carriera di attrice. Nel 2011, si trasferisce a New York, dove studia recitazione alla Susan Batson Studios e dove incontra il suo manager Josh Taylor. Fa un provino per un ruolo in Devious Maids - Panni sporchi a Beverly Hills, ma ottiene invece un ruolo nel cast della serie Netflix Orange Is the New Black, in cui interpreta Maritza Ramos. Per questo ruolo viene premiata al 21° Screen Actors Guild Awards. Inoltre, il cast ottiene il riconoscimento per l'eccezionale interpretazione, al 22° Screen Actors Guild Awards. In seguito Diane ottiene un ruolo nella serie televisiva Are We There Yet?, trasmessa tra il 2010 e il 2012.
Nel 2014 appare in Emoticon ;), commedia che narra di una storia d'amore in cui il padre del personaggio ha una relazione con una dottoranda. È anche nel cast della serie del canale The CW Jane the Virgin. Nel febbraio 2015, Diane Guerrero viene selezionata per il ruolo di protagonista della serie televisiva Super Clyde. La Guerrero interpreta quindi altri ruoli cinematografici in film come: Happy Yummy Chicken, Beyond Control e The Godmother.
Nel 2016 pubblica il suo primo libro intitolato Country We Love. My Family Divided, che racconta le memorie dei suoi genitori immigrati, che sono stati rimpatriati. Il libro è stato scritto con Michelle Burford e pubblicato dalla casa editrice Henry Holt and Co. Nel 2019 è nel cast principale della serie televisiva Doom Patrol, basata sull'omonimo gruppo di supereroi della DC Comics e distribuita in Italia sulla piattaforma di streaming on demand Prime Video. Nella serie interpreta Crazy Jane, un membro della Doom Patrol con 64 personalità differenti, ognuna con un super potere diverso. Riprende il personaggio nel quinto episodio della prima stagione della serie Legends of Tomorrow,  Piano di riserva (Fail-Safe, 2016).

## Filmografia

### Attrice

#### Cinema
- Ashley/Amber, regia di Rebecca Rojer - cortometraggio (2011)
- Festival, regia di Brett Leigh e Michael R. West (2011)
- Beyond Control, regia di Patrick Jerome (2012)
- Open Vacancy, regia di Patrick Jerome (2012)
- Saved by the Pole, regia di Jonisha Rios - cortometraggio (2012)
- Emoticon ;), regia di Livia De Paolis (2014)
- My Man is a Loser, regia di Mike Young (2014)
- Love Comes Later, regia di Sonejuhi Sinha - cortometraggio (2015)
- Peter and John, regia di Jay Craven (2015)
- Happy Yummy Chicken, regia di Anna Loyd Bradshaw (2016)
- Killerman, regia di Malik Bader (2019)
- Blast Beat, regia di Esteban Arango (2020)
- Blood Brothers, regia di Jay Craven (2021)

#### Televisione
- Body of Proof – serie TV, episodio 1x08 (2011)
- Are We There Yet? - serie TV, episodio 3x35 (2012)
- Blue Bloods – serie TV, episodio 3x23 (2013)
- Pushing Dreams - serie TV, episodi sconosciuti (2013)
- Person of Interest – serie TV, episodio 3x01 (2013)
- Orange Is the New Black – serie TV, 57 episodi (2013-2019)
- Taxi Brooklyn – serie TV, episodio 1x02 (2014)
- Jane the Virgin – serie TV, 24 episodi (2014-2019)
- Super Clyde, regia di Rebecca Asher - film TV (2015)
- Good Fortune, regia di Pamela Fryman - film TV (2016)
- Distefano, regia di Pamela Fryman - film TV (2017)
- Superior Donuts – serie TV, 21 episodi (2017-2018)
- Doom Patrol – serie TV, 46 episodi (2019-2023) -  Crazy Jane
- Legends of Tomorrow - serie TV, episodio 1x05 (2020) - Crazy Jane

#### Videoclip
- Diane Guerrero & Stephanie Beatriz What Else Can I Do? (2022)

### Doppiatrice

#### Cinema
- Justice League vs. the Fatal Five, regia di Sam Liu (2019) - Jessica Cruz / Green Lantern
- Encanto, regia di Byron Howard e Jared Bush (2021)
- Encanto Sing-Along (2022)

#### Televisione
- Dora and Friends: Into the City! - serie animata, episodio 1x16 (2015)
- Elena di Avalor (Elena of Avalor) - serie animata, 5 episodi (2018-2019)
- Woman in the Book - serie animata, episodi sconosciuti (2021)

#### Videogiochi
- Grand Theft Auto V (2013)

## Radio
- Adelita: Changing the Key - podcast (2023)

## Libri
- (EN) Diane Guerrero e Michelle Burford, Country We Love. My Family Divided, New York, Henry Holt & Company, 2016, ISBN 978-1-62779-527-2.

## Doppiatrici italiane
Nelle versioni in italiano delle opere in cui ha recitato, Diane Guerrero è stata doppiata da:
- Letizia Scifoni in Orange Is the New Black, Amend - Libertà in America
- Tatiana Dessi in Blue Bloods
- Giulia Franceschetti in Doom Patrol
- Chiara Oliviero in Jane the Virgin

Da doppiatrice è sostituita da:
- Diana Del Bufalo in Encanto